# Горішня Граштиця
Горішня Грашти́ця (болг. Горна Гращица) — село в Кюстендильській області Болгарії. Входить до складу общини Кюстендил.

## Населення
За даними перепису населення 2011 року у селі проживали 389 осіб.
Національний склад населення села:
| Національність   | Кількість осіб | Відсоток |
| ---------------- | -------------- | -------- |
| болгари          | 382            | 99,0%    |
| турки            | 4              | 1,0%     |
| цигани           | 0              | 0%       |
| інша             | 0              | 0%       |
| не визначились   | 0              | 0%       |
| Всього відповіли | 386            |          |

Розподіл населення за віком у 2011 році:
Динаміка населення: